# Årnäs bruk

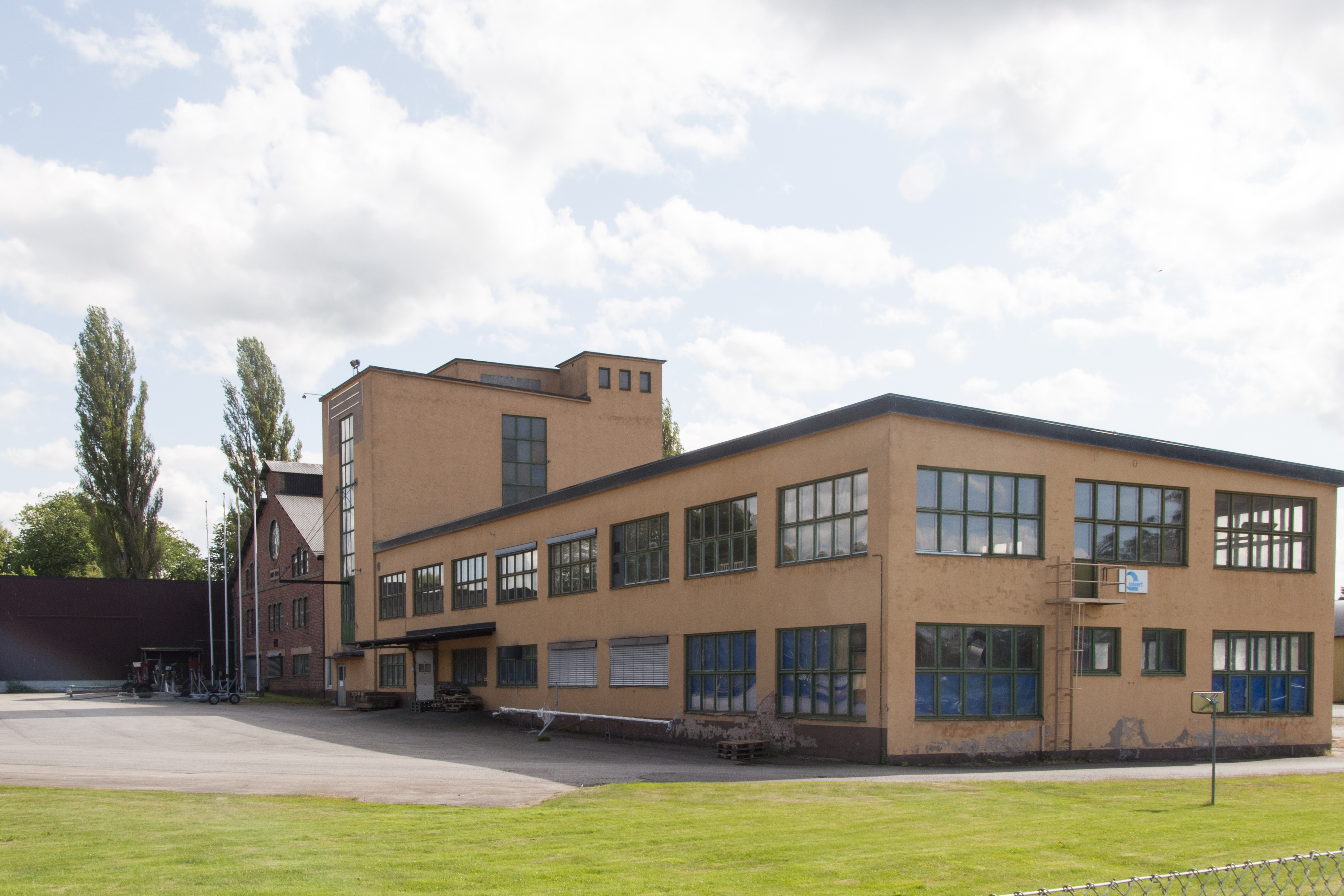
Byggnader vid Årnäs bruk, 2015.

Årnäs bruk var ett glasbruk grundat 1802 i Årnäs, i nuvarande Götene kommun, Västra Götalands län (tidigare Skaraborgs län). Verksamheten nedlagd 1960.
Det gamla godset Årnäs inköptes 1801 av grosshandlaren Berndt Harder Santesson från Göteborg. 1802 byggde han där Årnäs bruk, för att tillverka böhmiskt glas, till stor del med hjälp av yrkesarbetare från Tyskland. Produktion tog fart från 1837, och den största produkten var porterflaskor för bryggeriet AB D. Carnegie & Co i Göteborg. 1867 försattes bruksbolaget i konkurs och övertogs av Carnegiebryggeriet. Under slutet av 1800-talet och fram till nedläggningen bestod produktionen huvudsakligen av bruksglas: konservburkar, ölbuteljer; huvuddelen av Ramlösas vichyvattenflaskor kom härifrån.
När verksamheten lades ned 1960 såldes tillgångarna på orten till disponenten Harald Ekman.
På bruksområdet finns fortfarande en mindre metallindustri.